# لیتومیشل
لیتومیشل (به چکی: Litomyšl) یک منطقهٔ مسکونی و municipality with town privileges در جمهوری چک است که در Svitavy District واقع شده‌است.

## خصوصیات
لیتومیشل ۱۰٬۲۳۱ نفر جمعیت دارد.

## خواهرخوانده
شهر Łańcut خواهرخواندهٔ لیتومیشل هست.